# Lillian Palmer
Pour les articles homonymes, voir Palmer.
Lillian Emily Palmer-Alderson, née le 23 juin 1913 à Vancouver et décédée en mars 2001 dans la même ville, est une athlète canadienne spécialiste du 100 mètres. Elle était affiliée au Silverwood Ladies Track Club.

## Biographie

### Palmarès
| Date | Compétition                  | Lieu        | Résultat | Performance  |
| ---- | ---------------------------- | ----------- | -------- | ------------ |
| 1932 | Jeux olympiques d'été        | Los Angeles | 2e       | 47 s 0       |
| 1934 | Jeux de l'Empire britannique | Londres     | 1re      | 1 min 14 s 4 |

### Records
| Épreuve    | Performance | Lieu | Date |
| ---------- | ----------- | ---- | ---- |
| 100 mètres | 12 s 2      |      | 1931 |